# I. Valentinianus római császár
I. Valentinianus, teljes nevén Flavius Valentinianus (Cibalae, 321. július 3. – Brigetio, 375. november 17.), pannoniai születésű római hadvezér, 364-től 375-ig római császár öccsével, Valensszel, aki a keleti birodalom császára volt 378-ig.
Uralkodását nagyrészt a birodalom védelmével töltötte. Ő volt az utolsó császár, aki erejét elsősorban a nyugati birodalomra koncentrálta. Hosszú háborút vívott az alemannok ellen, meg kellett védenie Britanniát a piktek és a skótok támadásától, Gallia partjait pedig a szászoktól és frankoktól. Ő erősíttette meg a pannóniai limest, számos őrtornyot építtetett a Duna partján. Uralkodása alatt építették a göd-újtelepi erődöt, ami kirobbantotta a kvádok elleni háborút 375-ben. A háborút követő tárgyalások közben rosszul lett és meghalt.

## Élete
321-ben született Cibalae városában, Pannoniában Flavius Valentinianus néven. Apja, Gratianus veterán volt, egykori comes (parancsnok) Africában és Britanniában. Leszerelésekor II. Constantinus Magnentius támogatásának vádjával megfosztotta vagyonától.
Kétszer házasodott. Első felesége, Severa nem sokkal fiuk, Gratianus születése után meghalt. Második felesége Iustina egy fiút, a későbbi II. Valentinianus római császárt és két lányt, Gallát és Iustát szülte neki.

### Katonai pályafutása
Valentinianus és öccse, Valens is katonai pályára léptek. 357-ben Barbatio felmentő seregének lovassági parancsnoka, majd lovassági tribunus Iulianus caesar seregében. Az udvari intrikák hatására azonban II. Constantius elbocsátotta a hadseregből.
Iulianus halála után Iovianus újra katonai szolgálatra rendelte. A császár mostohaapjának, Lucillianusnak galliai küldetésekor a beavatott bizalmasok között volt, ám a császár ellenségei fellázították a galliai seregeket Lucillianus ellen, akit a felkelésben megöltek. Valentinianus csak szerencsével menekült meg, a császár előléptette.

### Trónra lépése
Iovianus 364. február 17-én meghalt Kis-Ázsiában, a Nikaiában összegyűlt vezetők pedig az Ancyrában állomásozó Valentinianust kiáltották ki császárnak. 
Egy hónappal megválasztása után, március 28-án, Konstantinápolyban társcsászárrá nevezte ki öccsét, Valenst, mint augustust, hogy ezzel a trónviszályokat megelőzze. Valens azonban a források szerint egyértelműen alárendelt szerepet kapott bátyjától, mint a keleti birodalom vezetője. 
Valentinianus udvarát Mediolanumban és Treveriben, Valens Konstantinápolyban állította fel. A két augustus az államjogi egységet megtartotta, mindig mindkettőjük nevében intézkedtek, hoztak törvényeket, vertek pénzt, bár konkrét együttműködésre nem kerülhetett sor, miután mindkettőjüknek a saját határterületükön akadtak gondjai.

### Alemann háború
Egyik első feladata az alemannok betöréseinek elhárítása volt, akik többször végigdúlták Galliát. Ammianus szerint a kirobbantó ok az volt, hogy Valentinianus nem akarta a korábbi császárok által megígért sarcot fizetni az alemann törzseknek. Mivel szüksége volt a nyugati birodalomban még ingatag támogatottsága megerősítésére, a hagyományosan császári feladatnak számító barbárok elleni harc élére állt. Első serege azonban vereséget szenvedett, két tábornokát megölték, 366-ban pedig annyira szétszóródtak a germánok a provinciában, hogy nem sikerült harcba bocsátkozni velük. A következő évben aztán Jovinusnak sikerült több csatában megverni az alemannokat, akik kiszorultak Galliából. Azonban már 367 végén vagy 368 elején újra támadtak, kifosztották Mogontiacum városát. Bár Valentinianusnak sikerült elérnie, hogy egy testőre meggyilkolja az alemann vezért, Vithicabiust, azonban úgy látta, hogy egyszer s mindenkorra római uralom alá kell hajtani az alemannokat. 368-ban hatalmas sereggel átkelt a Rajnán és messze ellenséges területen legyőzte az alemann törzsszövetséget, bár a csatában majdnem elesett. Így sikerült átmenetileg békét kötni.
369-ben elrendelte a Rajna bal partján lévő védelmi vonal (ripa) megerősítését. Ezen kívül parancsot adott egy nagy erőd építésére messze keletre a Rajnától, feltehetőleg Heidelberg környékén, amit azonban a germánok már nem tűrtek, és legyilkolták az építőket. 370-ben megpróbálta elérni, hogy a burgundok megtámadják az alemannok egy másik fontos vezérét, Macrianust. És bár azok a császár viselkedése miatt nem egyeztek bele a vállalkozásba, a megrettent alemann törzseket Theodosius comes (I. Theodosius római császár apja) legyőzte és rengeteg foglyot ejtett. A császár közben a baráti alemann törzsek között is katonákat toborzott, akiket többek között Britanniában vetett be. 372-ben majdnem sikerült elfognia Macrinust, ám 374-ben elszólították a Duna-menti harcok, így kénytelen volt békét kötni az alemann vezérrel.

### Gondok Galliában és Britanniában
367-ben a piktek és a skótok megtámadták Britanniát, és legyőzték Fullofaudes duxot. Ezzel egyidőben a frankok és a szászok dúlni kezdték Gallia partvidékét. Valentinianus Severus comes domesticorumot küldte előre, hogy vizsgálja meg a történteket. Severus visszatérve Amiens-ben találkozott a császárral, aki ezután Jovinust küldte Britanniába. Nemsokára megbetegedett, emiatt trónviszály tört ki Severus és a gall nemesség képviselője, Rusticus Julianus között. Ezért felgyógyulása után Valentinianus idősebb fiát, Gratianust társcsászárrá választotta, hogy a trónviszályoknak elejét vegye.
Mivel éppen a germán földre vezetett hadjáratot tervezte, Valentinianus Theodosius comest küldte Britanniába. Theodosius négy légióval partraszállt Richboroughnál, és nemsokára helreállította a rendet Dél-Britanniában. 369-ben aztán rejtve nyomult előre, hogy a Londiniumtól északra fekvő területeket is elfoglalja. Helyreállíttatta a lerombolt erődöket és egy korábban elveszett, Valentia nevű területet is visszafoglalt. Emellett sikerült meghiúsítania a Rómából elűzött Valentinus lázadását. Mikor visszatért a császárhoz, az a master equituum rangjára emelte Jovinus helyett.

### Belső viszályok
365-ben, az alemannok betöréseivel egyidőben Procopius keleten fellázadt Valens császár ellen.
372-ben Africában Firmus vezetésével lázadás tört ki Romanus comes ügyei miatt és azért, hogy képtelen megvédeni a provinciáját. A császárnak Theodosiust kellett odaküldenie, hogy helyreállítsa a római fennhatóságot. A vezér letartóztatta Romanust és legyőzte a Firmus vezette felkelőket.

### Háború a Duna mentén

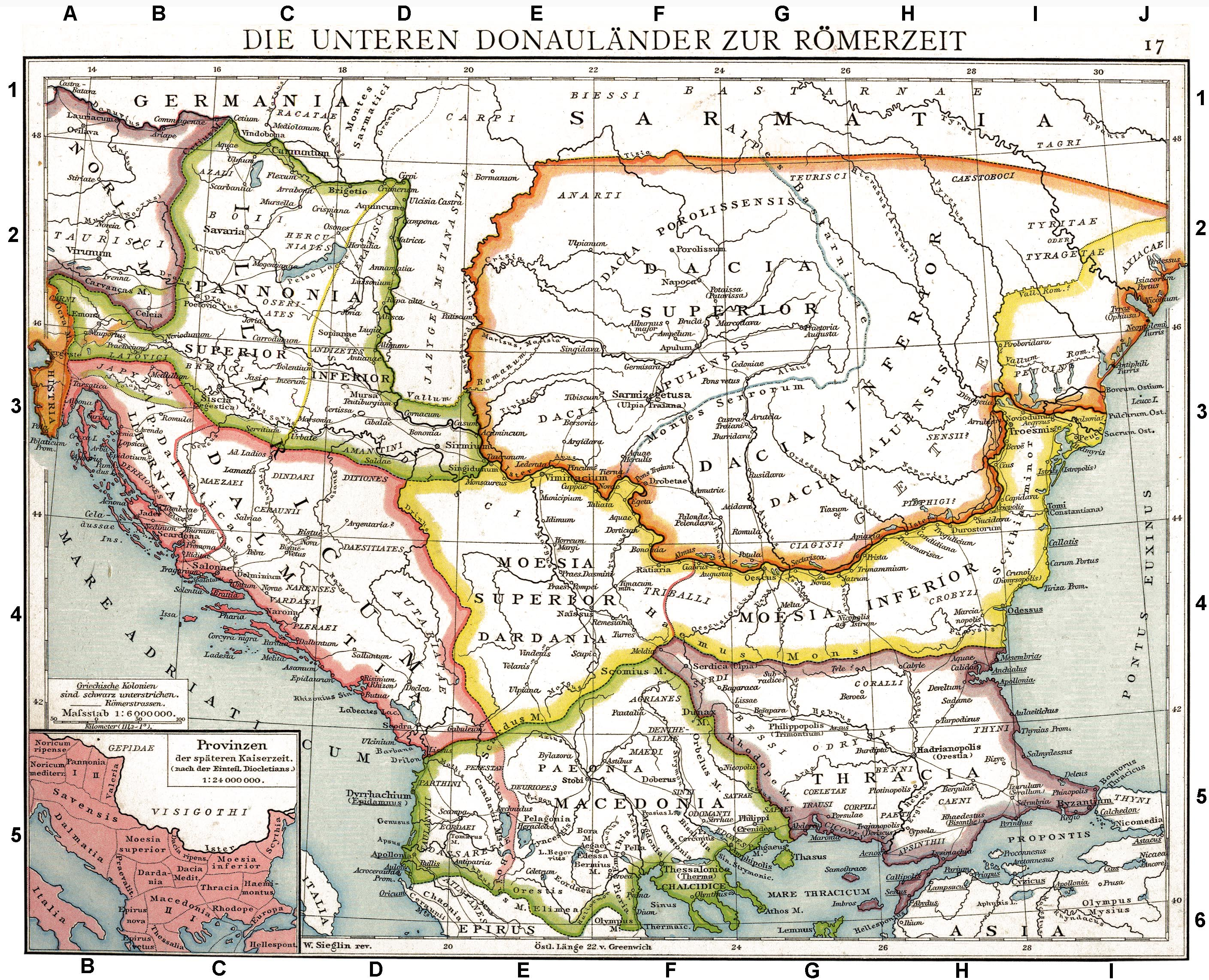
Római provinciák a Duna mentén

373-ban a Duna bal partján élő germán kvádok megelégelték, hogy a Valentinianus erődöket építtetett a területükön. A Göd határában tervezett erőd építése egy időre abba is maradt, ám Valeria provincia új duxa, Marcellianus mégis parancsot adott az erőd folytatására, a kvádok királyát, Gabiniust pedig egy tárgyalás közben meggyilkoltatta. A kvádok ezért a velük szövetséges szarmatákkal együtt betörtek Pannoniába, és végigdúlták a tartományokat. Két legiót is kirendeltek ellenük, ám a rosszul vezetett seregeknek nem sikerült legyőznie a betolakodókat. Ráadásul a szarmaták rátörtek Moesiára is, amit azonban Theodosius duxnak, a későbbi császárnak sikerült megvédenie.
Valentinianus csak 374 közepén-végén kapott hírt a pannoniai eseményekről. Kényszerből békét kötött az alemannokkal és 375 tavaszán Treverorumból Carnuntumba vonult. Itt szarmata küldöttek járultak elé, hogy bocsánatát kérjék, a császár azonban - figyelmen kívül hagyva Marcellianus erőszakos építkezését és orvgyilkosságát - büntetőhadjáratot tervezett a kvádok ellen. A nyarat az ellátmány előteremtésével töltötték, majd betörtek kvád területre. Végigdúlták a Duna-menti területeket, majd téli szállásra Savariába vonultak. Valentinianus később mégis visszatért a határra, Brigetióba. Ide érkezett november 17-én a kvádok küldöttsége. A sikeres tárgyalások után azonban maga a császár is fogadta őket, amikor pedig megemlítették a háború okaként az erődépítést, és figyelmeztették a császárt, hogy a törzsszövetség nem minden törzsét köti az éppen megkötött egyezség, Valentinianus annyira feldühödött, hogy infarktust kapott és még aznap meghalt.

## Valentinianus és a római társadalom
Katonacsászárként a szenátussal szemben a kialakuló új, katonai nemességre építette a hatalmát, amelynek a tagjai főleg a provinciákból érkeztek, ennek a nemességnek rendelte alá a civil társadalmat. 365-ben még a szenátus africai birtokain is adót szedetett, amivel különösen magára haragította a római elkelőket. A régi nemesség hatalmának csökkenése egyben utat nyitott a kereszténység számára is. A politikai berendezkedés egyre bürokratikusabb lett, ahol a császár egy sors tisztviselőn keresztül cselekedett, akiknek már nem tudta minden lépését ellenőrizni, így nem is tudott minden kötelességének eleget tenni. Még a provinciák védelme is problémás volt, amiért pedig az ott lakók az adót fizették, így egyre jobban eltávolodott egymástól a birodalom népe és a bürokratikus hatalom.
Római történetírók általában dicsérik vallási semlegességéért - keresztény létére megtartotta a "pogány" római főpap, a pontifex maximus címét is - ugyanakkor két szélsőséges keresztény irányzatot is betiltott. A korabeli keresztény szerzők is elismerően írnak róla, ugyanakkor anyagi okokból még időnként a keresztények ellen fordult. Máskor azonban kiváltságokat adott az egyház tagjainak, és a régi vallás híveit üldözte különböző jogcímeken.